# ایکیو (دوره موروماچی)
ایکیو (به ژاپنی: [] Error: {{Lang}}: فاقد متن (راهنما)، 永享 Eikyō)؛ نام یک عصر تاریخی ژاپنی بود. این عصر بعد از شوچو (دوره موروماچی) و قبل از کاکیتسو قرار داشت و از سپتامبر ۱۴۲۹ تا فوریه ۱۴۴۱ میلادی به طول انجامید. در طی این عصر  امپراتور گو-هانزونو امپراتور ژاپن بود.

## تغییر عصر
۱۴۲۹ سال آغاز ایکیو (永享元年): نام دوره به دلیل آغاز سلطنت امپراتور گو-هانزونو تغییر پیدا کرد. روز ۲۹ از ماه هفتم سال اول شوچو دوره قبلی پایان یافت.